# Anna Tariol-Baugé
Pour les articles homonymes, voir Tariol et Baugé (homonymie).
Anna-Rose Tariol connue comme Anna ou Anne Tariol-Baugé, née le 28 août 1871 à Veyre-Monton et morte le 1er décembre 1944 à Asnières-sur-Seine, est une chanteuse d'opérettes et de revues. Elle est l'une des vedettes de l'opérette les plus populaires dans les dernières années du XIXe siècle et les premières décennies du XXe siècle, apparaissant dans de nombreux grands rôles du répertoire classique (Boccaccio, Fiorella, Gabrielle, Boulotte, Dindonette, Serpolette, etc.),. Elle apparait aussi sur les scènes de music-hall, à Parisiana, au Casino de Paris, au Moulin-Rouge...

## Biographie
Anna-Rose Tariol est la fille de Joseph Tarriol, « artiste d’agilité », et de Rose Grellier.
Elle fait ses débuts à l'opéra de Bordeaux, dans le répertoire d’opéra-comique, puis part en Russie en 1891. De retour en France, elle chante à Toulouse et à Nantes, puis s'installe à Paris, où elle se produit principalement dans l'opéra-bouffe. Elle débute au Nouveau-Théâtre dans une reprise de Boccace de Suppé. Fernand Samuel, directeur des Bouffes-Parisiens, l’engage et lui confie les rôles de Loïa dans La Dame de Trèfle (1898) ; Agathe dans Véronique (1898); Consuéla dans Shakespeare (1899) ; Aurore dans La Belle au Bois Dormant ; Fanchon dans François-les-Bas-Bleus (1900) et le rôle-titre de Joséphine vendue par ses sœurs.  
Elle crée de nouvelles pièces, dont les plus importantes sont la voleuse Agathe dans Véronique, l'espagnole tempétueuse, Manuela, dans Miss Helyett, et Gabrielle, l'épouse du Sire de Vergy. Parmi les autres nouvelles pièces dans lesquelles elle a créé des rôles, La Dame de Trèfle (1898), Shakespeare ! (1899, Consuéla), La Belle au bois dormant (1900, Aurore), L’Âge d’or (1905, Reine Margot) et Les Rendez-vous Strasbourgeois (1908, Berthe).  
Elle joué à plusieurs reprises à Parisiana (Les Poupées américaines, Cabriole, etc.), aux Folies-Bergère et au Moulin-Rouge dans des opérettes et des revues, partageant l'affiche avec Liane de Pougy et d'autres sommités de la troupe du théâtre des Variétés. 
En 1906, elle apparait à l'affiche dans la revue du théâtre Marigny,.
En 1908, elle apparaît à Londres dans La fille de Madame Angot de Lecocq et La fille du tambour-major d'Offenbach, avant de se tourner vers le théâtre. 
Elle revient sur la scène musicale dans les années 1920 pour répéter son Agathe et apparaître dans plusieurs spectacles (Le Diable à Paris de Marcel Lattés, Venise de Tiarko Richepin, Vouvray d'Hermann) aux côtés de son fils, André Baugé.

## Répertoire
- 1895 :  Mam'zelle Carabin, opéra-comique, livret de Fabrice Carré, musique d'Emile Pessard, au théâtre des Nouveautés à Alger[11].
- 1896 : Boccace de Suppé, au Nouveau-Théâtre, 19 décembre, Boccace[12],[13],[14].
- 1898 : La Dame de Trèfle, opérette de Charles Clairville et Maurice Froyez, musique d'Emile Pessard, au Bouffes-Parisiens, Loïa, 13 mai[15],[16],[17].
- 1898 : Véronique, opérette d'André Messager sur un livret d'Albert Vanloo et Georges Duval, création au théâtre des Bouffes Parisiens, le 10 décembre, Agathe Coquenard[18],[19],[20],[21],[22].
- 1899 : La Demoiselle aux Camélias, opérette d'Edmond Missa, au théâtre des Bouffes Parisiens[23],[24],[25],[26].
- 1899 : Joséphine Vendue par ses sœurs, opéra-bouffe de Paul Ferrier et Fabrice Carré, musique de Victor Roger, aux Bouffes-Parisiens, Joséphine[27].
- 1899 : Shakespeare !, opérette de Gaston Serpette, livret de Paul Gavault et Robert de Flers, création aux Bouffes-Parisiens, 23 novembre, Consuéla[28],[29],[26],[30].
- 1900 : François les bas-bleus, opéra comique, livret d'Ernest Dubreuil, Eugène Humbert, Paul Burani, musique de Firmin Bernicat, complété par André Messager, reprise au théâtre des Bouffes-Parisiens, le 17 janvier, Fanchon[31].
- 1900 : La Belle au Bois Dormant, d'Albert Vanloo et Georges Duval, musique de Charles Lecocq, aux Bouffes-Parisiens, 19 février, Aurore[7],[32],[33],[34].
- 1900 : Les Brigands, opérette de Jacques Offenbach, reprise au théâtre des Variétés, 20 juin, Fiorella[35],[36],[37],[38].
- 1901 : Le Papa de Francine, opérette de Louis Varney, sur un livret de Victor de Cottens et Paul Gavault, à Parisiana[39].
- 1901 : Le Voyage de Suzette, d'Henri Chivot et Alfred Duru, musique de Léon Vasseur, au Châtelet, 27 octobre, Suzette[40],[41],[42],[43].
- 1902 : Le Voyage avant la noce, opérette de Victor de Cottens et Robert Charvey, musique de Louis Varney, au théâtre Trianon[44],[45].
- 1903 : Cabriole, fantaisie-opérette de P.L. Flers et Alévy, à Parisiana, 14 janvier, rôle-titre[46],[47].
- 1903 : Le Sire de Vergy, de Claude Terrasse, sur un livret de Robert de Flers et Gaston Arman de Caillavet, au théâtre des Variétés, 16 avril, Gabrielle de Vergy[48],[49],[50],[51],[52].
- 1903 : Barbe-bleue, opéra bouffe de Jacques Offenbach, reprise au théâtre des Variétés[53].
- 1903 : La Fille de Madame Angot, reprise au théâtre des Variétés[53].
- 1904 : La Vie Parisienne, reprise au théâtre des Variétés, 7 décembre, Gabrielle[54],[55],[56],[57].
- 1904 : Miss Helyett, reprise au théâtre des Variétés[58],[59],[60],[61],[62].
- 1904 : L'Œil crevé, opéra-bouffe d'Hervé, reprise au théâtre des Variétés, 30 décembre, Dindonnette[56],[63],[64],[57],[65].
- 1905 : L'Âge d'Or, de Georges Feydeau et Maurice Desvallières , musique de Louis Varney, au théâtre des Variétés, 1er mai, La Reine Margot[66],[67],[68],[62].
- 1907 : Les Cloches de Corneville, au théâtre de la Gaieté, Serpolette, 21 janvier[69],[70].
- 1907 :  Les Hirondelles d'Henri Hirschmann, livret de Maurice Ordonneau, création  au théâtre de la Gaieté, 20 février, Pomponnette[71],[72],[69],[73].
- 1908 :  Rendez-vous Strasbourgeois de Romain Coolus, à la Comédie-Royale[74],[75].
- 1909 : Véronique, reprise au théâtre des Folies-Dramatiques, 30 janvier[22],[76],[77],[78],[79].
- 1912 : La Ribaude, d'André Sablon au théâtre des Folies-Dramatiques, 100 représentations[80].
- 1912 : Gillette de Narbonne, d'Edmond Audran.
- 1917 : Les Petits mousquetaires, de Paul Ferrier et Jules Prevel, à la Gaité-Lyrique[81].
- 1920 : Véronique, reprise à La Gaité-Lyrique[82],[83].
- 1921 : Le Mariage de Pyramidon, de Victor Labbey, livret de Trique et Ploque, au théâtre des Folies-Dramatiques, 1er février, Tanouatamanou[84],[85],[86].
- 1927 : Venise, opérette, livret d'André Mouëzy-Éon, lyrics d'Albert Willemetz, musique de Tiarko Richepin, création au théâtre Marigny le 25 juin, Marietta[87],[88],[89],[90],[91],[92].
- 1929 : Vouvray, opérette d'André Baugé, musique de Rodolphe Hermann, au Trianon-Lyrique, 3 mai[93],[94],[95].
- 1929 : La Reine s'amuse, d'André Barde ; musique de Charles Cuvillier au théâtre Marigny, 2 aout, Katisch[96].
- 1930 : Cinésor, comédie musicale d'André Baugé, aux Folies-Wagram[97].
- 1933 : Le Petit Duc, de Charles Lecocq, reprise au théâtre de la Porte Saint-Martin, 5 septembre, La Directrice[98].
- 1934 : La Fille de Madame Angot, reprise au théâtre de la Porte Saint-Martin[99],[100].
- 1935 : Le Domino noir, opéra-comique d'Auber, au théâtre de la Porte Saint-Martin, Jacinthe[101].
- 1938 : Véronique, reprise à la Gaité-Lyrique[102].

## Théâtre
- 1896: Kif-Kif-Revue, revue d'Alfred Delilia, à l'Eldorado[103],[104].
- 1902 : Paris-Joujoux, revue d'Hector Monréal et Henri Blondeau , à Parisiana[105],[106],[107].
- 1905 : La Revue du Casino, revue de Jules Oudot, Briollet et Léo Lelièvre, au Casino de Paris[108].
- 1906 : Marigny-Revue, revue de Jules Oudot, Briollet et Léo Lelièvre, au théâtre Marigny[8],[109].
- 1907 : Marigny-Revue, revue de Jules Oudot, Briollet et Léo Lelièvre, au théâtre Marigny[110].

## Enregistrements
Elle a enregistré chez Gramophone en 1907-1908.

## Iconographie
Ses photographies par Reutlinger sont publiées dans le catalogue, La référence des portraits contemporains, édités par la Librairie Nilsson, en 1900,.

## Vie privée
Elle se marie avec Alphonse Baugé, sculpteur et chanteur.
En 1922, elle habite 3 rue du Midi à Neuilly-sur-Seine et en 1933, la villa La Cigale à Saint-Tropez.

### Média externes
- [vidéo] « Anna Tariol-Baugé, "La leçon de solfège", Le Petit Duc », sur YouTube (consulté le 1er mai 2021)
- [vidéo] « Anna Tariol Baugé, "Couplets de la Rosière", Barbe Bleue (Offenbach) », sur YouTube, 1905 (consulté le 1er mai 2021)